# Slovenska aeronavtična akademija
Slovenska aeronavtična akademija krajše SAA je slovenska letalska šola. SAA deluje pod okriljem EASA (European aviation safety agency) in ima certifikat odobrene organizacije za usposabljanje ATO (approved training organization), ki ga je izdala slovenska agencija za civilno letalstvo CAA.
Temeljna dejavnost akademije je šolanje bodočih prometnih pilotov na integriran način. V SAA se šolajo tako piloti iz Slovenije kot tudi iz vseh celin. Operativna baza SAA je na letališču Slovenjske Konjice LJSK

SAA se osredotoča na ključna področja letalskega usposabljanja, ki predstavljajo današnje izzive letenja v prometu, kot so:
1. Pridobitev in ohranjanje tehnike pilotiranja, uravnoteženo z ustrezno uporabo avtomatizacije
2. Pridobitev in ohranjanje znanja osnov instrumentalnega letenja
3. Usposabljanje za preprečevanje neobičajnega leta letala (UPRT)
4. Netehnična znanja (NOTECHs).

Šolanje se izvaja na integriran način, kar pomeni, da študenti od 0 ur letenja do približno 215 ur letenja po končanem usposabljanju pridobijo direktno CPL(A) licenco poklicnega pilota letala (ATPL frozen) z pooblastilom za letenje več-motornih letal (IR-ME) ter pooblastilom za delo v več-članski posadki (MCC). SAA izvaja tudi specifičnih šolanj, kot je na šolanje za tip letala (type rating), ki pilota pripravi na delo na točno določnem tipu letala na primer A320.

## Programi usposabljanja
- Integriran tečaj za pridobitev licence prometnega pilota (ATPL frozen, IR-ME, MCC)
- Modularni tečaj za pridobitev licence poklicnega pilota
- Modularna ATPL teorija
- Licenca športnega pilota PPL(A)
- Inštruktor letenja FI(A)
- Inštruktor Inštrumentalnega letenja IRI(A)
- Pooblastilo za delo v veččlanski posadki MCC
- Premostitveno usposabljanje za PBN (performance-based navigation)
- Usposabljanje za preprečevanje neobičajnega leta letala (Advanced UPRT)
- Rating za tip letala A320/A330-350
- Inštruktor za tip letala A320

## Flota in tehnika
| Letalo oz. simulator  | Program šolanja    | Izvor |
| --------------------- | ------------------ | ----- |
| Cessna 152            | A-UPRT             | ZDA   |
| Piper PA-38 Tomahawk  | PPL, FI(A)         | ZDA   |
| Piper PA-28 Warrior   | SE/IR              | ZDA   |
| Piper PA-34 Seneca IV | MEP, CPL(A), ME/IR | ZDA   |
| FFS A320              | Type rating        |       |